# VOICE (ニュース番組)
『VOICE』（ヴォイス）は、毎日放送（MBSテレビ）で 2000年10月2日から2019年3月29日まで月曜日から金曜日の夕方に放送されていた関西ローカルニュース番組。一時は、番組タイトルを「VOiCE」と表記したうえで、ロゴに使用していた。

## 概要
1976年1月から2000年9月まで24年9ヶ月にわたって放送された『MBSナウ』の後継番組として2000年10月2日放送開始。『MBSナウ』よりも地域情報をさらに強化している。また視聴者の情報や意見の募集を積極的に行い、双方向ニュース番組を推進するようになった。前番組『MBSナウ』から引き続き、大丸（現：大丸松坂屋百貨店）がスポンサーについている。
『みのもんたのサタデーずばッと』ネット開始の2003年3月までは、直近1週間のニュースの中から特に視聴者の反響が多かったニュースや特集テーマを選んで、毎週土曜日の早朝6:00から6:30に『ニュースセレクション』が放送されていた。
スタートから4年半経った2005年3月21日から、MBSでの地上デジタル放送本格始動に伴ってセットや見出し・キャスターテロップなどがリニューアルされた。
さらにスタートから丸6年を迎えた2006年10月2日には番組のロゴやキャスターテロップ、スタジオセットが、まったく新しい緑を基調としたものに一新された。
2006年の最終放送日である12月28日には、TBS系列の平日情報番組『みのもんたの朝ズバッ!』で司会を務めるみのもんたが「ズバッ!8時またぎ」のパロディをする形でVTR出演した。
2008年11月3日よりリアルタイム字幕放送を実施している。全国ニュースでは字幕放送を実施する番組が増加する中、NHKを含めた関東地方以外のローカルニュース番組で実施するのは初めてのことである。
2009年3月30日からは大型報道番組『総力報道!THE NEWS』の開始に伴い、放送時間を18:05 - 18:45に変更、番組ロゴの一新などリニューアルが施された。
2009年9月28日からは、TBSによる夕方ニュース枠の再編によって、当番組の放送枠を移動。放送時間を10分拡大したうえで、17:50 - 18:40に放送するようになった。当番組に内包されていた全国ニュース枠は、18:40 - 19:50（『総力報道!THE NEWS』）に一本化。月 - 水曜日には、産休のために降板した西村麻子の後任として、初期のフィールドキャスターであった松川浩子がサブキャスターを務める。また、前枠の情報番組『ちちんぷいぷい』からステブレレスで放送を開始するようになった。そのため、12月までの3ヶ月間、同番組のエンディング間際（定時放送では17:48頃）に、報道フロアからの中継コーナーを新設。サブキャスターが、手書きのフリップを使って、当番組で放送予定の主なトピックと特集（各1項目）を紹介していた。
2010年9月20日からは一時、報道スタジオ改修の関係で、毎日放送本社の1階や梅田北ヤードなどから放送した。また、番組の公式ツイッターが開設された。視聴者のツイートは天気に関するもののみ、天気コーナーで紹介される。そして、同月27日にリニューアルし、白と紫を基調としたデザインに一新。タイトルコールが廃止され代わりに「Head Line News」として最初に短く項目を伝えそのままオープニングとなった。音声モードはステレオ放送へと切り替えられた。
2012年1月4日から、『ちちんぷいぷい』終了後の17時42分45秒から30秒間、報道フロア（場合によっては当番組のスタジオ）からの「先出しVOICE」と題した予告を放送するようになった。内容は、以前2009年下期で実施した内容とほぼ同様で、フィールドキャスター（場合によってはサブキャスター）と番組編集長が、手書きのフリップでキーワードを示すと共に、当番組で放送予定の主なトピックと特集の内容を紹介する。さらに、同日から次番組へのクロスプログラムがなくなり、19時台の番組にステブレレスで接続。当番組のエンディングで、フィールドキャスターが後続番組の概要を紹介するようになった。同年4月2日、リニューアル。テーマ曲も変更されたほか、出演者も一部変更された。
2013年10月のリニューアルでは、全曜日の共通コーナーとして、18時台の後半に「VOICE+（プラス）」を新設。金曜日の同コーナーでは、『ちちんぷいぷい』のニュース解説で知られる石田英司が、同番組に続いて解説を担当していた。
2014年4月4日放送分で、8年間メインキャスターを務めた大八木と、11年半にわたってサブキャスターを務めた高井が揃って勇退。同年4月7日（月曜日）からは、『ちちんぷいぷい』の総合司会・西靖（毎日放送アナウンサー）が、当番組のメインキャスターを兼務している。また、「VOICE CHECK」というコンセプトを掲げるとともに、コーナーの一部・スタジオセット・テーマソングを変更。タイトルロゴも、「V」の字を赤色のチェックマークに見立てた手書き風のデザインで、再び「VOiCE」と表記するようになった（コーナー名などでの表記は「VOICE」）。さらに、『ちちんぷいぷい』の「ぷいぷい顧問団」から、1名がコメンテーターとして日替わりで出演（基本として同番組から続いて登場）。エンディングでは、翌日（金曜日の場合には翌週月曜日）の当番組での特集に加えて、毎日放送報道局が制作を担当する『ちちんぷいぷい』での特集のテーマも字幕で紹介している。なお、祝日編成などで『ちちんぷいぷい』を休止する場合にも、西は当番組へ出演。2015年の第87回選抜高等学校野球大会期間中には、ニュースリーダー担当アナウンサーの影読みによる大会速報コーナー「速報!みんなの甲子園」を、天気予報直前の時間帯（18:47 - 18:50頃）に放送している。
その一方で、『MBSナウ』時代から気象キャスターを担当してきた今出東二が、2015年3月31日（火曜日）放送分への出演を最後にキャスター職を勇退。翌日（4月1日）放送分からは、西池沙織（気象予報士、元・NHK高松放送局およびNHK京都放送局契約キャスター）が、今出の後任を務めた。また、同月3日放送分からは、「金曜解説」というコーナーを新設。初代男性メインキャスターの三澤（毎日放送報道局ニュースデスク）と、駐在先のJNN上海支局から帰任したばかりの辻憲太郎（同局記者）がコメンテーター陣に加わった。
2016年6月6日放送分から、タイトルロゴをゴチック体に変更するとともに、「VOICE」というタイトル表記を再び採用。同年7月20日放送分からは、毎週水曜日に「わかる」（前述の「金曜解説」を発展させたニュース解説企画）というコーナーを編成。「金曜解説」に出演していた三澤・辻に加えて、初代女性メインキャスターの橋本佐与子や奥田信幸（報道局の記者として大阪府政・大阪市政などの取材を担当）が「解説委員」として週替わりで登場している。
2016年9月30日放送分で、気象キャスターの西池が降板。10月3日放送分からは、広瀬駿（毎日放送報道局気象情報部に所属する気象予報士）が西池の後任を務める。
2018年には、7月23日（月曜日）から7月27日（金曜日）まで、『ちちんぷいぷい×VOICE みんなでとびだせっ!夏の5時間ぶち抜きスペシャル』（『ちちんぷいぷい』との共同制作による特別番組として13:55 - 19:00に生放送）を編成。通常は『ちちんぷいぷい』の17時台で放送するロケ企画と「マエダ天気」（広瀬の同僚の気象予報士・前田智宏が生中継で伝える天気予報）を当番組のレギュラー放送枠（18:15 - 19:00）に組み込んだため、当番組を独立番組として編成せず、関西ローカルのニュースを「Today's VOICE」（西が『ちちんぷいぷい』のスタジオで最新のニュースを伝える16:00前後のレギュラーコーナー）と17:00前後（報道フロアから西が伝えるストレートニュース）に集約させた。その一方で、「Today's VOICE」では、当番組で使用しているタイトルロゴのCGを特別に表示。同コーナーの直後には、「憤懣本舗 真夏の怒りスペシャル」（月曜日の名物取材企画「憤懣本舗」に取材記者の生中継リポートを加えた特別企画）を連日放送した。
なお、当番組を放送する毎日放送本社のM館では、2019年1月28日（月曜日）放送分の『ちちんぷいぷい』から「ライブセンター」（生放送への対応や報道・制作両局間の連携を強化する目的で2階に新設した「情報フロア」）の運用を開始。ライブセンターの完成披露を兼ねて1月18日（金曜日）に同センターで開かれた三村景一社長の記者会見では、2019年4月から、「（平日）14時～19時（の時間帯）をトータルに捉える」方向でテレビ番組を編成する方針が示された。この方針に沿って、当番組は同年3月29日（金曜日）の『VOICE最終回スペシャル～MBSが挑んだテレビニュース～』（15:48 - 19:00に生放送） で、18年半の歴史に幕を閉じた。18年半という放送期間は、在阪テレビ局における平日夕方のローカルニュースとしては、『ニューススクランブル』の19年に次ぐ長さである。

### 番組終了後
2019年4月1日（月曜日）からは、『ちちんぷいぷい』の放送時間を改編前の第1部相当の時間帯（13:55 - 15:49）のみに短縮する一方で、『ちちんぷいぷい』第2部（15:49 - 17:50）と当番組の放送枠を新番組『ミント!』に統合させた（17:50 - 18:15に『Nスタ・第2部』の全国ニュースパートを内包）。『ミント!』では関西ローカルニュースも1つのパートとして内包するため、MBSテレビで『MBSナウ』の開始（1976年1月5日）以来続いていた「平日の夕方に関西ローカル向けのワイドニュースを単独番組としてレギュラーで放送する」という編成に終止符が打たれた。また、近畿広域圏が放送対象地域に当たる地上波民放テレビ4局（毎日放送、朝日放送テレビ、関西テレビ、読売テレビ）が平日の夕方にレギュラーで放送する関西ローカル向けのワイドニュースは、2010年度以降18:15から関西ローカル限定で放送を始めていた当番組の終了によって、「放送開始時刻を17:00より前に設定したうえで、全国と関西のニュースを内包する生ワイド番組」という編成で統一されるようになった。
番組終了時点での当番組のレギュラーキャスター陣では、西と上田（月 - 水曜日）が「Newsミント!」（『ミント!』内の関西ローカルニュースパート）でキャスター、西村が『ミント!』本編のアシスタント（月 - 水曜日→全曜日→水 - 金曜日）をそれぞれ担当。当番組で放送されていた企画のうち、「憤懣本舗」「真相R」を「Newsミント!」の中で継続したほか、「VOICEスペシャル」として2018年の12月31日に放送された『真相R 特別編』も2019・2020年に「Newsミント!スペシャル」として引き継いでいた。
当番組を放送していた18時台は、『ちちんぷいぷい×VOICE - 』で試みられた構成を基に、バラエティ系の日替わりロケ企画が主体の関西ローカルパートへ一新。広瀬・前田が担当する天気予報（あしたのそらいろ）や、スポーツニュースや芸能情報を組み込んだニュースも放送するほか、当番組のスポンサー（大丸松坂屋百貨店など）が提供を続けている。ニュースについては、放送開始から半年間フラッシュニュース方式で手短に伝えていたが、2019年10月改編（9月30日＝月曜日放送分）から「今日のニュース　大事なトコロに赤えんぴつ」にリニューアル。『Nスタ』全国ニュースパートの直後でおよそ20分間の放送枠（18:15 - 18:35頃）を確保するとともに、スポーツ・芸能情報を含む複数項目のニュースを紹介しながら、「大事なトコロ」（特に伝えたいトピック1項目）を解説付きで詳しく伝えるようになった。その一方で、2019年8月以降は、特別編成などで「Newsミント!」を18時台に組み込むことも相次いでいる。
なお、1958年3月1日からテレビ・ラジオ放送事業の兼営体制を続けてきた毎日放送では、ラジオ放送事業の分社化（2021年4月1日）を前に、2021年の3月で『ミント!』と『ちちんぷいぷい』を相次いで終了させることを決定。『ミント!』については、本編を3月5日（金曜日）で終了させる一方で、「Newsミント!」を3月8日（月曜日）から26日（金曜日）までの3週間限定で単独番組として放送した。「Newsミント!」は2年で幕を閉じたが、当番組で一時フィールドキャスターを務めていたMCの大吉洋平（毎日放送アナウンサー）は、事実上の後継番組として2021年3月29日から放送の『よんチャンTV』でニュースキャスターを担当。大吉を中心に進行する「4chanニュース」（関西ローカルニュースパート）では、木曜日に西がアナウンス職のまま「解説委員」という肩書で、金曜日に三澤がそれぞれニュース解説を担当する。また、「Newsミント!」でも月曜日に放送されていた「憤懣本舗」は、「憤マン!」（現場からの生中継を適宜織り込んだ企画）として月曜日の「4chanニュース」内で放送されている。

## 放送時間
| 年度 | 放送時間              | 摘要                                                          |
| --- | --------------------- | ------------------------------------------------------------- |
| 2010 - 2018 | 18:15 - 19:00（45分） | 『Nスタ』スタートに伴う。                                     |
| 2009下 | 17:50 - 18:40（50分） | 『総力報道!THE NEWS』縮小・放送時間変更に伴う。               |
| 2009上 | 18:05 - 18:45（40分） | 『総力報道!THE NEWS』スタートに伴う。                         |
| 2005 - 2008 | 18:16 - 18:55（39分） | 『JNNイブニング・ニュース』スタートに伴う。                   |
| 2002 - 2004 | 18:19 - 18:55（36分） | 『JNNニュースの森』の全国ネットパート終了時間繰り上げによる。 |
| 2000 - 2001 | 18:23 - 18:56（33分） | 一時期18:21 - 18:56に放送していた。                           |
| MBSが阪神戦ナイター中継を放送する場合は『ちちんぷいぷい』を短縮した上で17時台に時間を繰り上げて放送し、その後TBS発の全国ニュースを挟んで野球中継に入る が、18:45や18:53、18:55などから中継を行う場合は、開始は通常の18:15のままであるが、終了は中継の始まる時間までの短縮放送となる。2017年はVOICEの放送を休止し18:15からMBSニュースを5分間放送して阪神戦の中継を行った。 |                       |                                                               |

## 出演者

### 番組終了時点での出演者
|                      |                      | 月曜日                                                                                           | 火曜日                                                                                           | 水曜日                                                                                           | 木曜日                                                                                           | 金曜日                                                                                           |
| -------------------- | -------------------- | ------------------------------------------------------------------------------------------------ | ------------------------------------------------------------------------------------------------ | ------------------------------------------------------------------------------------------------ | ------------------------------------------------------------------------------------------------ | ------------------------------------------------------------------------------------------------ |
| キャスター           | 男性                 | 西靖                                                                                             | 西靖                                                                                             | 西靖                                                                                             | 西靖                                                                                             | 西靖                                                                                             |
| キャスター           | 女性                 | 上田悦子                                                                                         | 西村麻子                                                                                         | 西村麻子                                                                                         | 西村麻子                                                                                         | 上田悦子                                                                                         |
| フィールドキャスター | フィールドキャスター | 神﨑智大（毎日放送報道部ニュースセンター記者）                                                   | 神﨑智大（毎日放送報道部ニュースセンター記者）                                                   | 神﨑智大（毎日放送報道部ニュースセンター記者）                                                   | 神﨑智大（毎日放送報道部ニュースセンター記者）                                                   | 神﨑智大（毎日放送報道部ニュースセンター記者）                                                   |
| コーナーキャスター   | コーナーキャスター   | （不在）                                                                                         | 辻憲太郎 （毎日放送解説委員）                                                                    | （不在）                                                                                         | （不在）                                                                                         | 山中真                                                                                           |
| お天気キャスター     | お天気キャスター     | 広瀬駿（気象予報士）                                                                             | 広瀬駿（気象予報士）                                                                             | 広瀬駿（気象予報士）                                                                             | 広瀬駿（気象予報士）                                                                             | 広瀬駿（気象予報士）                                                                             |
| コメンテーター       | コメンテーター       | 基本として『ちちんぷいぷい』の「ぷいぷい顧問団」から1名 （同番組に続いて出演する人物が多かった） | 基本として『ちちんぷいぷい』の「ぷいぷい顧問団」から1名 （同番組に続いて出演する人物が多かった） | 基本として『ちちんぷいぷい』の「ぷいぷい顧問団」から1名 （同番組に続いて出演する人物が多かった） | 基本として『ちちんぷいぷい』の「ぷいぷい顧問団」から1名 （同番組に続いて出演する人物が多かった） | 基本として『ちちんぷいぷい』の「ぷいぷい顧問団」から1名 （同番組に続いて出演する人物が多かった） |
| 解説委員             | 解説委員             | 三澤肇 辻憲太郎 橋本佐与子 奥田信幸 （放送内容に応じて随時出演）                                 | 三澤肇 辻憲太郎 橋本佐与子 奥田信幸 （放送内容に応じて随時出演）                                 | 三澤肇 辻憲太郎 橋本佐与子 奥田信幸 （放送内容に応じて随時出演）                                 | 三澤肇 辻憲太郎 橋本佐与子 奥田信幸 （放送内容に応じて随時出演）                                 | 三澤肇 辻憲太郎 橋本佐与子 奥田信幸 （放送内容に応じて随時出演）                                 |
| ニュースリーダー     | ニュースリーダー     | 田丸一男                                                                                         | 田丸一男                                                                                         | 上田崇順                                                                                         | 河本光正                                                                                         | 河本光正                                                                                         |

西は2015年7月まで、月 - 金曜日の『ちちんぷいぷい』にオープニング（13:55）から15:30頃まで出演した後に、報道フロアへ移動。2015年7月までは、17時前の「NEWS CHECK!!」およびエンディング間際（17:45頃）に当番組で放送予定の内容や最新のニュースなどを伝えていた（「NEWS CHECK!!」には報道フロア、エンディング間際には当番組のスタジオから出演）。この時期の放送では、上記のパートに、「VOiCE in ぷいぷい」という共通タイトルを冠していた。2015年8月3日（月曜日）からは、西が当番組メインキャスターとしての取材を兼ねて「きょうの声　Today's VOICE（VOiCE）」（当番組と連動した報道系コーナー）のキャスターを担当。月 - 木曜日には、取材先からの生中継か『ちちんぷいぷい』のスタジオで同コーナーにのみ出演してから、当番組へ登場するようになった。さらに、2016年4月1日放送分を最後に、金曜日の総合司会も勇退。金曜日には、翌週（同月8日）から基本として、新設企画の「Weekly VOiCE」（2016年6月10日から「Today's VOICE」金曜版）にのみ出演していた。
神崎は、非常時・緊急時を除いて、主にVTRでリポートを送っていた。ただし、毎日放送のサービスエリア（近畿地方および徳島県内）で重大な事故・事件・記者会見があった場合には、生中継で出演。『ちちんぷいぷい』にも、中継で登場することがあった。
コメンテーターが『ちちんぷいぷい』から続けて出演する場合には、「キッチンぷいぷい」（料理コーナー）の直前まで同番組へ出演した後に、当番組へ登場。同番組の「ぷいぷい顧問団」に加わっていない専門家・有識者（上村敏之やデービッド・アトキンソンなど）や、同番組で国政関連のリポート・解説を担当する武田一顯（2018年6月までTBSラジオ国会担当記者）が、当番組限定でコメンテーターを務めることもあった。
女性のメインキャスターは、シリーズ企画を除く特集の進行も担当。2014年9月まで、『ちちんぷいぷい』内の「きょうの☆印」14時台（西が進行を担当するパート）および「NEWS CHECK!!」（16時台）のニュースキャスターを兼務していた。「きょうの☆印」では、当番組のスタジオから登場（「NEWS CHECK!!」ではナレーションのみ担当）。いずれの時間にも、基本として、放送時点までの主要ニュース3項目を伝えた。『ちちんぷいぷい』が北海道放送との同時ネットパート（13:55 - 15:43）と関西ローカルパート（15:43 - 17:50）に分割された2014年10月以降は、基本として報道系企画のナレーションに専念。ただし、重大なニュースが入った場合に報道フロアから速報を入れたり、生中継にリポーターとして登場したりすることもあった。
以上の出演者以外にも、『ちちんぷいぷい』のレギュラーアナウンサーが、同番組との兼務扱いで出演することがあった。2013年から2017年1月までは、イベント会場やオープン間近の施設からの生中継を実施する場合に、豊崎由里絵が不定期でリポーターを担当。2017年3月最終週からは、かつて当番組のサブキャスターやフィールドキャスターも務めていた山中真が、「山中経済研究所」（週に1回放送される経済関連の取材特集コーナー）のキャスターとしてレギュラー出演を再開していた。
2018年5月からは、玉巻映美が他のレギュラー番組（当時アシスタントを務めていた『ちちんぷいぷい』金曜日など）の出演や収録と重ならない日に出演（当初は不定期で取材リポートを担当）。女性メインキャスターの西村が声帯結節で同月下旬から7月5日（木曜日）放送分まで出演を見合わせていたため、西村の担当日（火 - 木曜日）には、水曜日と他の1曜日（火曜日または木曜日）に玉巻、玉巻が出演しない曜日に上田悦子を月・金曜日との兼務扱いでメインキャスター代理に立てていた。
当番組の終了後は、西・西村・上田悦子・玉巻・辻・田丸・河本が『ミント!』へ異動した一方で、山中が『ちちんぷいぷい』月・火曜日のMCに昇格。月曜以外の平日には、広瀬が両番組で気象キャスターを務めていた（月曜日のみ前田が担当→2020年8月第3週から前田が『ちちんぷいぷい』の全曜日・広瀬が『ミント!』の全曜日に出演）。また、三澤は『ちちんぷいぷい』金曜日へのレギュラー出演を続けながら、『ミント!』でも（金曜日を中心に）スタジオ解説や取材リポートを随時担当していた。

### 過去の出演者

#### メインキャスター・フィールドキャスター
| 年度 | 出演者     | 担当                  | 備考 |
| --- | ---------- | --------------------- | --- |
| 2006上 - 2008下 | 馬野雅行   | 月曜 - 水曜 メイン    | |
| | 小野陶子   | フィールド            | |
| - 2007上 | 河田直也   | 金曜 フィールド       | |
| 2006下 - 2008下 | 前田阿希子 | 月曜・火曜 フィールド | |
| 2007下 - 2009上 | 鈴木健太   | 木曜・金曜 フィールド | |
| - 2010上 | 大月勇     | 金曜 ナレーション     | 不定期でVTR企画「イマ解き」のリポーターも務めた。 |
| 2009上 - 2010上 | 大吉洋平   | 木曜・金曜 フィールド | 2009年4月から12月までは月曜フィールドキャスター担当。 木曜フィールドキャスターは2009年10月より担当。 |
| 2009下 - 2010上 | 斎藤裕美   | 月曜 フィールド       | 2009年12月までは金曜フィールドキャスター担当。 |
| 2010下 - 2011下 | 吉竹史     | 火・水曜 フィールド   | 降板後も、祇園祭宵山などの生中継でリポーターを務めることがあった。2014年1月に毎日放送を退社した後に、セント・フォース所属のフリーアナウンサーへ転身。                                                                            |
| 2009下 - 2012上 | 松川浩子   | 月 - 水曜 メイン      | 2000下から2001上の期間には、フィールドキャスターを務めていた。 |
| 2012上 - 2012下 | 福本晋悟   | 水曜 フィールド       | |
| 2005下 - 2013下 | 大八木友之 | メイン                | 2006年3月まで木曜日でフィールドキャスターを担当した後に、同年4月から木・金曜日のメインキャスターに昇格。2009年4月1日の人事異動で、アナウンサー室から報道局ニュースセンターへ移ったことを機に、全曜日でメインキャスターを務めた。 |
| 2006下 - 2013下 | 高井美紀   | 月 - 水曜 メイン      | |
| 2006上 - 2013下 | 松本麻衣子 | 木曜・金曜フィールド  | 当初は月曜・火曜、2006年10月から2007年9月までは木曜のフィールドキャスターを担当。 |
| 2010上 - 2013下 | 金山泉     | 月・火曜 フィールド   | 2012年3月までは、月曜日のフィールドキャスターを担当。 |
| 2014年3月までの公式サイトでは、「キャスター」とコーナー担当の「サブキャスター」を区別していた（同年4月以降はスタジオ出演のキャスターを「キャスター」に統一）。しかし当項では、コーナー担当を「フィールドキャスター」と表記する。 |            |                       | |

河田と金山は、当番組のキャスターを降板してからも、『ちちんぷいぷい』との共同取材企画で当番組のスタジオや取材VTRへ登場することがある。

#### 気象キャスター
- 今出東二（2000年10月2日 - 2015年3月31日）
  - 『MBSナウ』時代の1986年1月9日から、毎日放送専属の気象キャスターとして、テレビ・ラジオの番組に出演。1999年10月からは『ちちんぷいぷい』[注 34]、2009年4月からは『上泉雄一のええなぁ!』（MBSラジオの生ワイド番組）[注 35]のお天気コーナーも担当していた。
  - 当番組の放送が祇園祭の宵山や神戸ルミナリエの初日と重なる場合には、会場からの生中継で天気予報を伝えていた。2015年3月の時点で68歳と高齢であることから、同月31日（火曜日）放送分の当番組への出演を最後に、毎日放送の気象キャスターを勇退した[5]。
- 西池沙織（2015年4月1日 - 2016年9月30日）
  - NHK高松放送局および、NHK京都放送局の契約キャスターを務めた後に、2014年の気象予報士試験に合格。今出の勇退を機に、2015年度から気象キャスターとして毎日放送と専属契約を結ぶと、当番組と『ちちんぷいぷい』の天気予報を担当した。

#### コメンテーター
- 石田英司（毎日放送制作局エグゼクティブ、金曜コメンテーター、2013年10月 - 2014年3月）
  - 毎日放送では、報道局社会部の司法・行政担当記者やデスクを歴任。担当期間中は、後述の「VOICE+」にのみ出演していた。

### メインキャスターの変遷
2002年10月から2014年4月2日までは、『MBSナウ』で10年近くキャスターを務めた高井美紀が、同番組の終了以来2年振りにキャスターを務めている。
放送開始から5年半（『MBSナウ』から通算すると約8年半）メインキャスターを務めた三澤が、記者業専念のため2006年3月31日をもって降板し、翌週からは『MBSナウ』以来8年半ぶりのキャスターを務める馬野雅行（月 - 水曜）と、それまでは木曜のフィールドキャスターだった大八木友之（木・金曜）が後任となった。その後2009年4月の放送開始時間変更に伴い、馬野が降板し全曜日大八木の担当となった。大八木はこのリニューアルをきっかけにアナウンス部から報道部に異動、キャスター業のほか取材の記者・プロデュースやディレクターにも携わるようになる。
また、放送開始から7年キャスターを務めた橋本佐与子（放送開始から2年間は月 - 金曜、その後5年間は月 - 水曜を担当）が2007年9月26日放送をもって降板し、翌週からは西村麻子（2002年10月から3年半にわたり月 - 水曜のフィールドキャスターを担当し、橋本が不在の時には代理でキャスターを務めていた）が就いた。西村の産休に伴う降板により、その後任として2009年9月28日から松川浩子が就いた。
松川の第2子懐妊・産休により、2012年10月1日から松川が担当していた月 - 水曜を高井が担当し、高井が担当していた木・金曜は西村が担当、サブキャスターとしては3年ぶりに復帰することになった。
2014年4月7日の放送からは、男性のメインキャスターが大八木から西に交代。女性のメインキャスターについては、西村の担当曜日を変更する一方で、元・フィールドキャスターの上田悦子が高井の後任として当番組に復帰した。なお、西村と上田の担当曜日は1 - 2年毎に変更されており、2014年度は月 - 水曜を西村、木・金曜を上田が担当。2015・2016年度は上田が水曜日にも出演。2017・2018年度は月・金曜を上田、火 - 木曜を西村が担当。
2015年6月8日（月曜日）から同月12日（金曜日）までの放送では、西がメインキャスター就任後初めての休暇を取得した関係で、三澤が前述の降板後約9年2ヶ月振りにメインキャスターを担当。この間の『ちちんぷいぷい』には、西村と上田が「NEWS CHECK!!」およびエンディングに登場している。以降も、西が休暇や取材などでスタジオに出演できない場合には、『ちちんぷいぷい』内の「Today's VOICE」を含めて三澤がメインキャスター代理を担当。三澤が東京支社の報道部へ異動した2017年7月以降は、山中がメインキャスター代理を務める一方で、三澤も不定期ながら解説委員としての出演を続けている。
| 期間                  | 男性       | 男性       | 男性       | 男性       | 男性       | 女性       | 女性                | 女性                | 女性                | 女性       |
| 期間                  | 月曜       | 火曜       | 水曜       | 木曜       | 金曜       | 月曜       | 火曜                | 水曜                | 木曜                | 金曜       |
| --------------------- | ---------- | ---------- | ---------- | ---------- | ---------- | ---------- | ------------------- | ------------------- | ------------------- | ---------- |
| 2000.10.2 - 2002.9.27 | 三澤肇     | 三澤肇     | 三澤肇     | 三澤肇     | 三澤肇     | 橋本佐与子 | 橋本佐与子          | 橋本佐与子          | 橋本佐与子          | 橋本佐与子 |
| 2002.9.30 - 2006.3.31 | 三澤肇     | 三澤肇     | 三澤肇     | 三澤肇     | 三澤肇     | 橋本佐与子 | 橋本佐与子          | 橋本佐与子          | 高井美紀            | 高井美紀   |
| 2006.4.3 - 2007.9.28  | 馬野雅行   | 馬野雅行   | 馬野雅行   | 大八木友之 | 大八木友之 | 橋本佐与子 | 橋本佐与子          | 橋本佐与子          | 高井美紀            | 高井美紀   |
| 2007.10.1 - 2009.3.27 | 馬野雅行   | 馬野雅行   | 馬野雅行   | 大八木友之 | 大八木友之 | 西村麻子   | 西村麻子            | 西村麻子            | 高井美紀            | 高井美紀   |
| 2009.3.30 - 2009.9.25 | 大八木友之 | 大八木友之 | 大八木友之 | 大八木友之 | 大八木友之 | 西村麻子   | 西村麻子            | 西村麻子            | 高井美紀            | 高井美紀   |
| 2009.9.28 - 2012.9.28 | 大八木友之 | 大八木友之 | 大八木友之 | 大八木友之 | 大八木友之 | 松川浩子   | 松川浩子            | 松川浩子            | 高井美紀            | 高井美紀   |
| 2012.10.1 - 2014.4.4  | 大八木友之 | 大八木友之 | 大八木友之 | 大八木友之 | 大八木友之 | 高井美紀   | 高井美紀            | 高井美紀            | 西村麻子            | 西村麻子   |
| 2014.4.7 - 2015.3.27  | 西靖       | 西靖       | 西靖       | 西靖       | 西靖       | 西村麻子   | 西村麻子            | 西村麻子            | 上田悦子            | 上田悦子   |
| 2015.3.30 - 2017.3.31 | 西靖       | 西靖       | 西靖       | 西靖       | 西靖       | 西村麻子   | 西村麻子            | 上田悦子            | 上田悦子            | 上田悦子   |
| 2017.4.3 - 2018.5.11  | 西靖       | 西靖       | 西靖       | 西靖       | 西靖       | 上田悦子   | 西村麻子            | 西村麻子            | 西村麻子            | 上田悦子   |
| 2018.5.14 - 2018.7.6  | 西靖       | 西靖       | 西靖       | 西靖       | 西靖       | 上田悦子   | 上田悦子1 玉巻映美1 | 上田悦子1 玉巻映美1 | 上田悦子1 玉巻映美1 | 上田悦子   |
| 2018.7.9 - 2019.3.29  | 西靖       | 西靖       | 西靖       | 西靖       | 西靖       | 上田悦子   | 西村麻子            | 西村麻子            | 西村麻子            | 上田悦子   |

- １ 西村が声帯結節で同月下旬から7月5日（木曜日）放送分まで出演を見合わせていたため、西村の担当日（火 - 木曜日）には、水曜日と他の1曜日（火曜日または木曜日）に玉巻、玉巻が出演しない曜日に上田悦子を月・金曜日との兼務扱いでメインキャスター代理に立てていた。

## コーナー
いずれの企画も、番組内や公式サイトで、視聴者からのリクエストや情報提供を呼び掛けていた。

### レギュラー企画
◎：2014年4月のリニューアルを機に放送開始

※：「Newsミント!」でも継続
- 放送終了時点
  - 憤懣本舗 ※（毎週月曜日の特集）
  - 特命調査班〜マル調〜
  - 気象予報士・広瀬駿の「きょうのそらいろ」→「天気のはなし」（2016年10月3日から全曜日で放送）
    - 『ミント!』では、広瀬および前田智宏の共通企画として、全曜日で18時台に「きょうのそらいろ」を放送。

  - 山中経済研究所（2017年3月28日から5月2日は毎週火曜日、同月12日からは毎週金曜日に放送）
  - 真相R※（2018年8月30日から毎週木曜日に放送の調査報道企画） - タイトルの"R"には、"Root"（核心）、"Research"（調査）、"Reason"（原因）、"Resolve"（解決）、"Real"（現実）という意味を重ねている。『ミント!』でも木曜日の「Newsミント!」で放送されているが、進行役を西から玉巻に変更。
  - NEWS CHECK!!◎（ニュースリーダーの影読みによるストレートニュース）
    - 2014年4月のリニューアルを機に、当時『ちちんぷいぷい』で17時前に放送されていたニュースとタイトルを共用する方式で開始。2015年4月以降は、女性メインキャスターの顔出しによるノンタイトルのストレートニュースに変更されていた。
    - 2018年5月7日（月曜日）放送分からエンディングで復活するとともに、類似名のニュース番組（NHK総合の『ニュースチェック11』[注 36]）内のストレートニュースと同じ画面構成へリニューアル（画面の向かって左側にニュース5項目分のヘッドライン、右側にニュース映像を表示）。伝える項目が変わるたびに、ヘッドラインを示す赤い矢印が上から下へ1項目ずつ移動するとともに、次の項目のニュース映像が流れ始める趣向を講じていた。ちなみに、再開当初は「天気のはなし」の直後に放送されていたため、第1項目が「季節のはなし」（「天気のはなし」内の特集）に充てられていた。
- 過去
  - VOICEスポーツ ヴォイスポ!
  - 阪神の星★
  - 対決!
  - いま解き
  - みんなde天気
  - OH!そら見〜よ（福本が取材・進行を担当した毎週水曜日の気象関連特集）
  - VOiCEファイル
  - 吉竹史の健康なび （吉竹が取材・進行を担当した毎週火曜日の特集）
  - 撮っておき!（とっておき、吉竹が取材・進行を担当した毎週水曜日のスポーツ特集）
  - トレンドVOICE（西村が取材・進行を担当していた毎週水曜日の特集）
  - 週末なび（毎週金曜日に放送）
  - スポーツなび（毎週月・木曜日のスポーツ関連特集）
  - VOICE+（全曜日共通のコーナー）
  - VOICE in KANSAI◎（当事者の発言に注目した関西ローカルニュース、神崎による「注目ニュース」のVTRリポートを最後に挿入）
  - CATCH THE VOICE◎
  - 金曜解説（2015年4月3日から2016年7月8日まで放送）
  - わかる（2016年7月20日から基本として毎週水曜日に放送）
  - NEWSな飯　食べてわかった!（2017年1月5日から4月21日まで毎週金曜日に放送）
  - 以下は不定期で放送されたシリーズ企画
    - 闇の正体[注 37]
    - 楽貧生活
    - ディープリサーチ
    - サツ担 （2006年4月から、タイトルは警察担当記者の略称）
    - きわもん （毎週金曜日の特集）[注 38]

### 憤懣本舗・闇の正体
「憤懣本舗」の読みは「ふんまんほんぽ」で、放送上の正式タイトルは「月曜シリーズ　憤懣本舗」。視聴者参加・出演型の取材コーナーで、視聴者から送られたさまざまな「憤懣」（苦情）を基に、毎日放送報道局の記者が「憤懣」の現場や当事者へ取材した内容を報告する。不定期に放映される「闇の正体」は憤懣本舗からの派生シリーズである。
毎日放送では、前番組の『MBSナウ』時代から、視聴者から送られてきた情報を基に取材した特集を放送。初回で取り上げた『大阪市営地下鉄駅構内での喫煙問題』（昭和50年代前半）をきっかけに日本全国で交通機関の喫煙規制が拡大する など、大きな反響を呼んできた。「憤懣本舗」でも、この系譜に沿って、毎回1つの社会問題を徹底的に取材・検証。大阪市職員のカラ残業・厚遇問題と市職員の労働組合のヤミ専従問題（いわゆる大阪市の不祥事）、入学を辞退した私立大学の授業料返還問題、善意の募金を騙った偽街頭募金集団の活動、公共空間でのマナーなどを世に問うている。
「憤懣本舗」・シリーズ「闇の正体」など特集コーナーのニュース素材は、JNN協定に基づき、JNNのキーステーションであるTBS制作全国ネットの報道・情報番組でも取り上げられることがある。2005年5月31日に発表された放送批評懇談会主催の第42回ギャラクシー賞「報道活動部門」で、2004年6月14日放送の「憤懣本舗・北海道物産展の偽業者を暴く」が選奨に、2004年12月24日放送の「闇の正体・善意の募金に重大疑惑」が奨励賞にそれぞれ選ばれるダブル受賞となった。これらは番組公式サイトで、直近の6か月分がバックナンバーとして公開されている。2005年4月29日放送のJR福知山線脱線事故関連のVOICE報道特別番組では関西ローカルのほかCS放送TBSニュースバードでも同時放送された。
その一方で、一部の放送回について、取材手法などの問題が指摘されている。2005年5月9日放送分の「憤懣本舗 嫌がらせ屋台、無神経な役所」が、隠し撮り取材をしていたことにより、「嫌がらせをして喫茶店を閉鎖に追い込んだ」とされる屋台店主がBPOに訴え、同年10月に「放送倫理違反があった」との見解が下された。BPOは放送内容については、当該店主がMBSによる名誉毀損であると訴えていた点については退けたものの、隠し撮りによる取材については、取材手法に問題ありとして倫理違反としたものである。MBSは2006年1月にこの件について、対応をBPOに報告している。
MBSのかつてのキー局であるテレビ朝日（MBSがキー局としていた時代は日本教育テレビ〔NET〕）制作の情報番組『ワイド!スクランブル』の2007年4月13日に放送した内容が、当コーナーを含めたニュースで取り上げた内容（都市再生機構の問題を取り上げた2本、有料高架道路の通行料金を踏み倒すバイクの実態を取り上げた1本の計3本）と酷似していた事がMBSの指摘で発覚した。これを受けてテレビ朝日側が調査した結果、テレビ朝日の番組ディレクターが「毎日放送のホームページを参考にした」と剽窃を認めたため、MBSに対して文書で謝罪している。
2018年7月の『ちちんぷいぷい×VOICE みんなでとびだせっ!夏の5時間ぶち抜きスペシャル』では、「憤懣本舗 真夏の怒りスペシャル」を、木曜以外の曜日の共通企画として『ちちんぷいぷい』のスタジオから放送。通常の「憤懣本舗」で使用しているオープニングCGをスタジオ上部の映像に表示させる一方で、取材を担当した記者による取材現場からの生中継リポートを組み込んだ。『ミント!』でも、タイトルロゴや進行役（西→上田悦子）を変更したうえで、「Newsミント!」月曜分の企画として継続。

### 特命調査班〜マル調〜
2010年の途中まで放送されていた特集「闇の正体」の実質的な後継企画として、同年9月末から放送を開始。MBS報道部の記者で結成した特命調査班（通称「マルチョウ」）が、硬軟織り交ぜた気になるテーマや疑惑・不正行為について、現場取材を重ねながら徹底的に調査。不正や社会の矛盾を告発したり、知っていたようで知らなかった話を紹介したしていた。
通常は「水曜シリーズ」として水曜日に編成していたが、重要なテーマを扱う場合には、他の曜日でも放送していた。
なお、番組終了から2年後の2021年4月から『よんチャンTV』内のニュースパート「4Chanニュース」内の水曜企画「特命調査班 スクープ」として事実上復活している（詳細は当該項目を参照）。

### 阪神の星★
2002年4月スタート。在京マスコミが全国に報じる「巨人偏重」報道に一石を投じるべく、関西ローカル番組であることを逆手にとって、地元球団、とりわけ阪神タイガースを徹底的に応援する企画としてスタートした。主な構成として、シーズン中は前日の試合を独自の視点で振り返る。プロデューサーはドキュメンタリー映画の監督としても活動している榛葉健（当時は毎日放送の報道局に在籍）で、NHK大津放送局から毎日放送への移籍当初にスポーツアナウンサーとして活動していた田丸一男が、独特の甲高い口調でナレーションを担当。2004年には、当時フィールドキャスターを務めていた西村が、この企画のリポーターを兼務していた。
タイトルの「阪神の星★」は人気劇画『巨人の星』のパロディ。このコーナー開始当時の2002年に、星野仙一の阪神監督就任にちなみ「阪神の星★野サン」と題して、星野中心にしてコーナーがなされていた。2003年、星野の監督勇退に伴い現在のタイトル（タイトルの末尾には、西暦の数字4桁が入る）になった。阪神以外の近畿在籍球団を取り上げる際（といってもほとんど放送されることはないが）当時のオリックス・ブルーウェーブ監督にちなんで「オリックスの石毛サン」（CGでは、石から毛が生えてくる）や、これも当時の大阪近鉄バファローズ監督にちなみ「近鉄の梨田サン」（CGで梨が登場する）などもされることがあった。また、関西の球団ではないが、2009年に「ヴォイスポ」で東北楽天ゴールデンイーグルスの話題を取り上げた際には、当時の監督・野村克也にちなんで「野村で野村だ」というタイトルを使ったこともある。（この時のテーマ曲にはビートルズの「オブ・ラ・ディ、オブ・ラ・ダ」を使った）。
こうしたユーモアやパロディを交える回がある一方で、試合詳報だけでない、スポーツドキュメンタリーの側面も持っていた。豊富な資金力を背景に他球団の主力選手をかき集めていた読売ジャイアンツの球団運営を強く批判し、反巨人=反体制の姿勢を明確にしたほか、オリックス・ブルーウェーブと大阪近鉄バファローズの球団統合を巡る問題や、ドラフトを巡るアマチュア選手への裏金問題、外国人選手の薬物疑惑なども積極的に報じた。また、多くの映像を駆使して、プロ野球を巡る人間ドラマを感動的に描くドキュメントも度々放送した。
2007年4月、「阪神の星★」シリーズは放送開始から6年目を迎え、通算放送回数が1000回を超えた。（放送時は常に副題で「第○話」と記している。こうした演出まで真似して「第○章」などと表現する番組まである。）また、阪神が優勝した2003年と2005年には、「VOICE・阪神の星★超総集編スペシャル」と題した長編の特別番組が放送されている。
2010年10月のリニューアルにより企画終了。スポーツ選手のインタビューや密着ドキュメントなどに関しては、月曜・木曜企画の「スポーツなび」に引き継がれた。ただし、毎日放送がテレビ・ラジオの阪神戦中継・関連番組で「withタイガース」というスローガンを掲げるようになった2012年4月からは、阪神関連のニュースや話題を扱う場合に「withタイガース」というタイトルを挿入。スポーツアナウンサーでもある金山がフィールドキャスターを務める月曜日には、前日までの1週間の阪神の戦績・話題を振り返るコーナーとして、「金山泉のwithタイガース」が設けられた。
しかし、金山はスポーツアナウンサーとしての活動に事実上専念するため、2014年3月で当番組を降板。このタイミングで『ちちんぷいぷい』の放送枠を拡大したこともあって、阪神関連の企画を、同番組内に新設の「ぷいぷい with Tigers」へ移行した。
2016年の最終放送（12月29日）で、「阪神の星★2016」として復活。「超変革（同年のチームスローガン）がとまらない」というサブタイトルを掲げながら、復活前と同じ田丸のナレーションで、レギュラーシーズン4位に終わった阪神の戦跡を手短に振り返った。
毎日放送では、当番組の終了から約4年後（2024年2月）に、『阪神タイガース　栄光への挑戦』（ダイエーの単独提供による関西ローカル向けの特別番組）を月曜日の未明（日曜日の深夜）に2週連続で編成。同月12日の未明（1:20 - 2:35）に組まれた「第1章」で、2005年（11月3日放送分）の「VOICE・阪神の星★超総集編スペシャル」（岡田彰布が星野の後任として阪神の監督へ就任した2004年から2シーズンの戦い振りを回顧していた特別番組）の再編集版を放送した。ちなみに、岡田は2008年限りで阪神の監督を退任。オリックスの監督などを経て、2023年に阪神の監督へ15年振りに復帰すると、チームを（2005年以来18年ぶりの）セントラル・リーグ優勝と（自身が現役の内野手だった1985年以来38年ぶりの）日本シリーズ制覇（日本一）という「栄光」に導いていた。再編集版では以上の経緯を踏まえて、「岡田阪神・日本一の源流は2005年にあった!」とのサブタイトルを加えたほか、2023年の阪神を象徴するシーンの映像を井上雅雄（毎日放送のスポーツアナウンサー）によるナレーション付きでオープニングとエンディングに挿入。さらに、放送済みの映像から一部のパートを割愛した動画を、ダイエーのコーポレートCM動画と合わせて放送の終了直後からTVerで配信している。

### いま解き
社会現象やトレンドなどの比較的軽めの話題を中心に取り上げる特集コーナー。2004年12月まで放送された「対決!」に代わるコーナー。2007年2月16日までは『イマ解き!』と題されていたが、放送100回を迎えた2007年2月23日から『いま解き』に改題。
2006年6月2日に「イマ解き! 間違った記述は必ず訂正される!ウィキペディアの法則」が放送された。河田直也がウィキペディアを知らない番組キャスターに紹介するというストーリーに沿った内容で、最後に高井が「（当時公開されていた）自分の経歴に関する記述に事実と違う点がある」と述べた。

### 吉竹史の健康なび
2010年11月から2012年3月25日まで放送。生活習慣病・季節の変化に伴う症状への身近な対処法や、美容・シェイプアップに効果のある簡単なトレーニング方法を、吉竹の体験取材を通じて紹介した。2011年夏から10月下旬までは、吉竹による第1回大阪マラソン（同年10月30日）への挑戦と連動させた企画「大阪マラソンへの道」も、随時放送していた。
なお、吉竹が『ちちんぷいぷい』の企画「吉竹史が行く!世界一周桜物語　咲いたらさんが通る」で海外に渡航していた2012年3月には、「健康なび」と改題したうえで放送を継続。松川が当コーナーの進行役を兼務した。

### 週末なび
2010年10月のリニューアル以降に放送開始。MBSの報道カメラマンが、（当番組が放送されない）週末に行ってみたいスポットを週替わりで取材。自ら撮影した映像を、毎週金曜日の放送で紹介する。他のニュース・情報番組における同種のコーナーと違って、撮影したカメラマンがリポーターやナレーターも兼ねることが特徴。近畿地方の遠隔地および徳島県の駐在カメラマンが取材・撮影する場合もあった。
当コーナーはYouTubeのMBSチャンネルで配信されているほか、TBSニュースバードの「列島リポート」でも不定期で放送された。2013年10月のリニューアルを機に終了。

### みんなde天気
2009年9月28日から放送枠拡大に伴い新設された天気予報のコーナー。視聴者から天気にまつわる投稿映像を紹介した後、これまでと同じく今出による天気解説となる。このコーナーの開始により、前身の『MBSナウ』から番組終盤に固定されていたお天気コーナーが番組中盤へと移動し、エンディングでは、当コーナーと同じく今出が天気解説をしている『ちちんぷいぷい』のように、翌日のポイントが書かれたPJを挟んで、サブキャスターとその内容について掛け合う形式へと変更したものの、わずか1週間で番組終盤へと戻り、全キャスターが揃ってのエンディングも復活している。
2010年9月27日からのリニューアルを機に、放送時間をエンディングから18:45頃へ繰り上げ。担当も女性キャスターから、サブキャスターへと変更された。2012年4月のリニューアルで、当コーナーをいったん休止。福本がサブキャスターへ就任した水曜日に、福本の取材による気象関連企画「OH!そら見ーよ!」が放送されるようになった。ただし、今出とサブキャスターが天気予報を伝えるスタイルは、今出が勇退する2015年3月まで続いた。

### VOiCEファイル
2009年9月28日の放送枠拡大を機に新設された全国ニュースのコーナー。コーナー名は、同年10月1日から使用。TBS『イブニングワイド』の全国ニュース枠（17:50 - 18:00、MBS他一部系列局は未ネット）で放送されたニュース（5項目）のヘッドラインを紹介したうえで、毎回2・3項目のVTRを時差ネット形式で放送。大八木が紹介するトップニュースでは、VTRのみ同番組のテロップ・ナレーションをそのまま使っている（稀にそうでない日もある）。残りの項目では、当番組でテロップを付け替えたVTRを流しながら、当番組のサブキャスターがスタジオから原稿を読む。二ヶ国語放送ではなかった。全国ニュースを先に放送する体制に戻るため、2010年3月26日コーナー終了。

### ピックアップNEWS
2010年9月27日のリニューアルを機に、全国ニュースを紹介するコーナーとしてエンディング付近（18:55ごろ）放送。「VOiCEファイル」（前述）とほぼ同じ内容で、5項目のニュースをヘッドライン形式で紹介。松川（高井）が3項目のヘッドラインを読み上げてから、該当するニュースのVTRを放送する。翌週の同年10月4日からは、VTRのない残りの2項目に関してもヘッドラインを読み上げ、5項目全てのニュースに触れるようにしていた。
2011年10月3日より、スマートフォンの操作画面に模したデザインに変更。これと同時に1項目ごとにヘッドラインを読み上げてから、該当するニュースのVTRを放送する形式へと変更。通常は残り2項目は、画面・ヘッドラインの読み上げのみであるが、日によっては5項目でなく3項目のニュースVTRと同時に終了することもあった。
2014年4月のリニューアルを機に廃止。全国ニュースについては、放送エリアの関西地方・徳島県に関するニュースを中心に、「NEWS CHECK!!」で伝えるようになった。

### VOICE+
2013年10月から2014年まで放送された全曜日共通のコーナーで、内容は曜日によって異なった。
月 - 木曜日には、サブキャスターによる取材リポートを中心に放送。生中継に充てることもあった。
金曜日には、石田によるニュース解説コーナーとして放送。ストレートニュースでは伝え切れなかったり、視聴者に理解されにくかったりするトピックを毎回1つ選んだうえで、背景、問題点、今後の行方などを石田が縦横無尽に解説した。パートナーは松本または西村で、石田がかねてから担当している『ちちんぷいぷい』16時台の「石田NEWS」と同じく、モニターを最大限に活用しながら分かりやすく伝えていた。

### CATCH THE VOICE
2014年4月のリニューアルから新設したコーナーで、2015年3月までの1年間にわたって、視聴者からのメッセージと連動させた特集をほぼ毎回放送。特集の内容によっては、募集するメッセージと同じテーマで、あらかじめ街頭インタビューを実施することもあった。
『ちちんぷいぷい』内の「VOiCE in ぷいぷい」では、そのテーマを告知するとともに、視聴者から電子メールとtwitterを通じてメッセージを募集（緊急時・非常時・特別編成時を除く）。当番組では、メインキャスター（主に西）が、特集の放送後とエンディングにメッセージの一部を読んでいた（放送上はメッセージを字幕でも紹介）。

### 金曜解説　→　わかる
2015年4月のリニューアルから設けられたニュース解説企画。2016年7月8日までは、「金曜解説」というタイトルで毎週金曜日に放送。同月20日からは、基本の放送日を水曜日に変更するとともに、企画のタイトルを「わかる」に改めている。
「金曜解説」では、毎日放送が運営するJNNの海外支局で支局長を経験した三澤と辻が週替わりで出演。国内外での取材経験を踏まえつつ、放送週に報じられた主なニュースから、1つのトピックについて背景や真相などを解説していた。ちなみに三澤は、当企画への定期的な出演をきっかけに、西の不在時にメインキャスターの代理を務めるようになった。
「わかる」では、三澤・辻に加えて、橋本と奥田が「解説委員」として週替わりで出演。橋本が長年取材している医療分野や、奥田が取材に携わってきた行政分野のトピックも扱う。ただし、水曜以外の曜日に放送することもあった。

### 気象予報士・広瀬駿の「きょうのそらいろ」 →　「天気のはなし」
広瀬の気象キャスター就任を機に、2016年10月3日から放送を開始した天気予報。『ちちんぷいぷい』でも、南日本放送との同時ネットで放送する時間帯（15:44 - 15:50）に、同名のタイトルで近畿地方・徳島県・鹿児島県内の天気予報を伝えている。なお、同番組の生中継企画で毎日放送のサービスエリア外（北海道や鹿児島県など）へ滞在する場合にも、当コーナーには基本として滞在先からの生中継で出演。移動などとの兼ね合いで出演できない場合には、他の気象予報士（吉村真希など）が、スタジオから天気予報を伝えた。
2018年4月2日からは、タイトルを「天気のはなし」へ改めるとともに、基本として18:50頃から5分間放送。オープニング冒頭の映像には、「レインボーらいよんチャン」（毎日放送報道局気象情報部のキャラクター）の7つの顔のイラストをタイトルとともにCGで浮かび上がらせるとともに、翌日の天候を象徴する表情の顔のイラストを大きく写す演出を施している。また、翌日の気象概況に続いて、「季節のはなし」（生中継やロケによる広瀬の取材などから季節の話題を紹介する特集）を放送していた。ちなみにMBSテレビでは、このリニューアルを前に、単独番組として放送されていた平日深夜の天気予報（2016年10月2日以降は広瀬が単独で出演する『そらいろのーと』）を2018年3月30日（金曜日）で終了させている。
『ミント!』では、当コーナーを引き継ぐ天気予報として、18時台の後半に「前田智宏のあしたのそらいろ」（月曜日のみ）「広瀬駿のあしたのそらいろ」（他曜日）を放送。「レインボーらいよんチャン」のCGによるオープニングの演出も続けている。

### NEWSな飯　食べてわかった!
「食を通じて真実が見えてくる」というテーマを据えた海外取材企画で、略称は「食べわか」。当番組の2017年初回放送（1月5日・木曜日）から同年4月21日まで、基本として毎週金曜日に放送されていた。
毎日放送の特派員・記者（主に解説委員の辻）が特定の国へ赴いたうえで、その国ならではの飲食物を試食・試飲しながら、現地の社会・経済事情を取材した模様をスタジオで報告していた。テーマによっては、海外から日本への観光客が集まる関西地方の飲食店を起点に、その店舗や関連する日本国内の施設を取材。海外の動向に関係なく、日本国内の飲食関連産業（ファーストフードやコンビニエンスストアなど）・農業・水産業を取り巻く環境や、日本国内の飲食関連業界に大きな影響を及ぼすキャンペーン・イベント（プレミアムフライデーなど）をテーマに据えることもあった。
取り上げる国に関連した飲食物を提供するイベントが関西地方で催される場合には、イベント会場や飲食店からの生中継とスタジオ解説を組み合わせた構成で放送することがある。この場合には、辻か豊崎が試食・試飲を兼ねた生中継リポートを担当。豊崎がリポーターを務める場合には、辻が会場での事前取材とスタジオ解説を担っていた。
辻と山中の出演曜日を入れ替えた2017年5月第2週以降は、毎週金曜日に「山中経済研究所」をレギュラーで編成。辻は、毎週火曜日に放送される特集で取材・報告・スタジオ解説を担当するほか、同年10月以降は『ちちんぷいぷい』月 - 水曜日の16時台で「辻憲の『コレだけ』ニュース」という冠コーナーを受け持っていた。当番組の終了後は、基本として『ミント!』月 - 木曜日の関西ローカルパートの一部（基本として「Newsミント!」と18時台を除く時間帯）へ出演したほか、火曜日の17時台前半には「辻憲のちょいサキ!」（「辻憲の『コレだけ』ニュース」の後継企画）の進行も担当していた。

### 山中経済研究所
西の後輩アナウンサーである山中が2017年3月28日から毎週担当する経済特集コーナーで、略称は「YKK（Yamanaka Keizai Kenkyusho）」。同年5月2日までは火曜日、同月12日からは金曜日で放送していた。2017年度の年末年始には、ヒット商品の回顧・予測企画を実施する関係で、2017年最後の放送（12月28日）と2018年最初の放送（1月4日、いずれも木曜日）に組み込まれていた。
4児の父親でファイナンシャルプランナーの資格を持つ 山中が、身近な経済の話題（物価やヒット商品の秘密など）に焦点を当てながら、話題に関連する店舗・施設・現場でのVTR取材（生中継も随時実施）を通じて背景を解き明かした。コーナーの略称「YKK」にちなんだローマ字読みの表現で取材テーマを発表することや、取材を通じて判明したデータ（金額など）を「調査報告」、取材で得られた情報を「山中ポイント」として紹介することが特徴。なお山中がスタジオで解説する場合は、放送中ほぼ立ちっぱなしの西が着席していた（コメンテーターの向かって左隣）。
ちなみに、山中はかつて、毎日放送ラジオ報道部が制作したMBSラジオの報道生ワイド番組（『はやみみラジオ!水野晶子です』→『MBSニュースレーダー』）でも経済関連の取材コーナー「5分でわかるケイザイ」を担当していた。当コーナーの開始後も『ちちんぷいぷい』への出演を続けるため、「リアル世界くん」（同番組の海外取材企画）で海外に滞在している場合にも、滞在先からの生中継やVTRで当コーナーに登場。また、当コーナーで放送した取材映像の一部を、後日『ちちんぷいぷい』で使用することがあった。その一方で、山中が休暇に入っている週には当コーナーを放送せず、特集企画に差し替えていた。

## 上記コーナー以外での企画

### 1月17日の放送について
阪神・淡路大震災が発生した1月17日の放送については、2006年まで、平日に当たる場合に（震災関連以外のニュース・天気予報も含めて）追悼式典会場（神戸市中央区の東遊園地）からの全編生中継を実施していた。2007年以降はスタジオからの放送で、震災関連の情報を大幅に縮小。しかし東日本大震災発生後最初の追悼式典となった2012年には、天気・曜日企画と「ピックアップNEWS」を除いて、東遊園地からの生中継が5年ぶりに復活した。当日が火曜日であったことから、中継には大八木・松川の両メインキャスターが出演。スタジオから出演したサブキャスターの吉竹が、「ピックアップNEWS」も担当した。

### MBS JUMP OVER CANCER
2011年の番組テーマおよびキャンペーンとして「JUMP OVER WOMEN CANCER」として、「女性のガン」（子宮がん、子宮頸がんなど）について取り上げ、早期発見につながる受診・検診を呼びかけてきたが、2011年12月28日の『VOICEスペシャル2011』内で、2012年からは内容を「女性のガン」だけに限定せず、胃がん・肺がんなどにも拡大し、男女問わずに検診を呼びかけ、さらに番組内から毎日放送全体でのキャンペーンへと発展・拡大した。治療や療養によって懸命に生きている人や、その医療現場について取り上げたりして、番組内でも特集とは別枠で放送されることもある。このコーナーのテーマソングには槇原敬之の「Remember My Name」が採用されており、槇原と高井の対談も番組内で放送された。

## 使用曲
- テーマ曲
  - MQBIC「VOICE TITLE -INTO THE LIGHT-」（2000年10月2日 - 2002年9月27日）
  - 塩谷哲「Intersection of VOICE」（2014年4月7日 - 2016年6月3日）[注 41]
  - SPECIAL OTHERS「ORION」を編集して使用（2016年6月6日 - 、エンディングにも使用）
- エンディング曲
  - Ronan Hardiman「TAKE ME WITH YOU」（開始 - 2009年3月27日）

## スタッフ
- プロデューサー：田中良（MBS）
- 総合プロデューサー・編集長：岡山美彦（MBS）
- 製作著作：MBS